# Stosunki czesko-słowackie

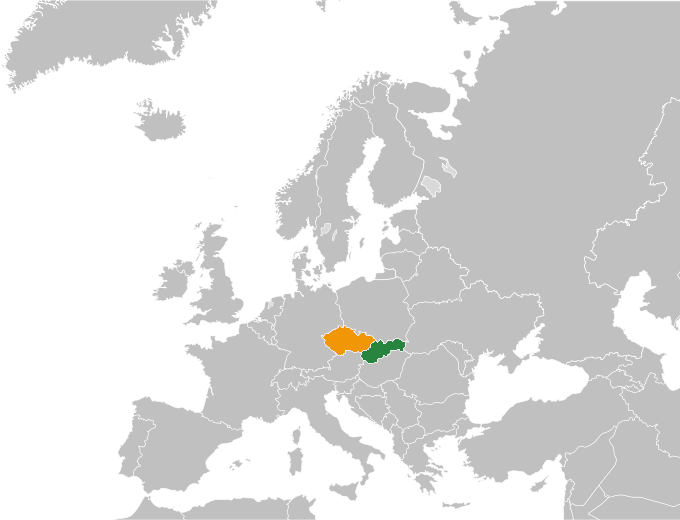
Położenie geograficzne Czech i Słowacji

Stosunki czesko-słowackie obejmują relacje polityczne i gospodarcze oraz wymiar historyczny, kulturowy i społeczny. 
Stosunki łączące oba państwa określa się jako ponadstandardowe, co ma źródło w następujących czynnikach:
- tradycja wspólnej państwowości czechosłowackiej
- pokrewieństwo językowe
- silne relacje międzyludzkie
- pokojowy przebieg rozpadu Czechosłowacji

Oba kraje łączy członkostwo w Unii Europejskiej i NATO oraz współpraca w ramach regionalnych formatów współpracy (m.in. Trójmorza, Grupy Wyszehradzkiej i Trójkąta sławkowskiego).

## Rys historyczny

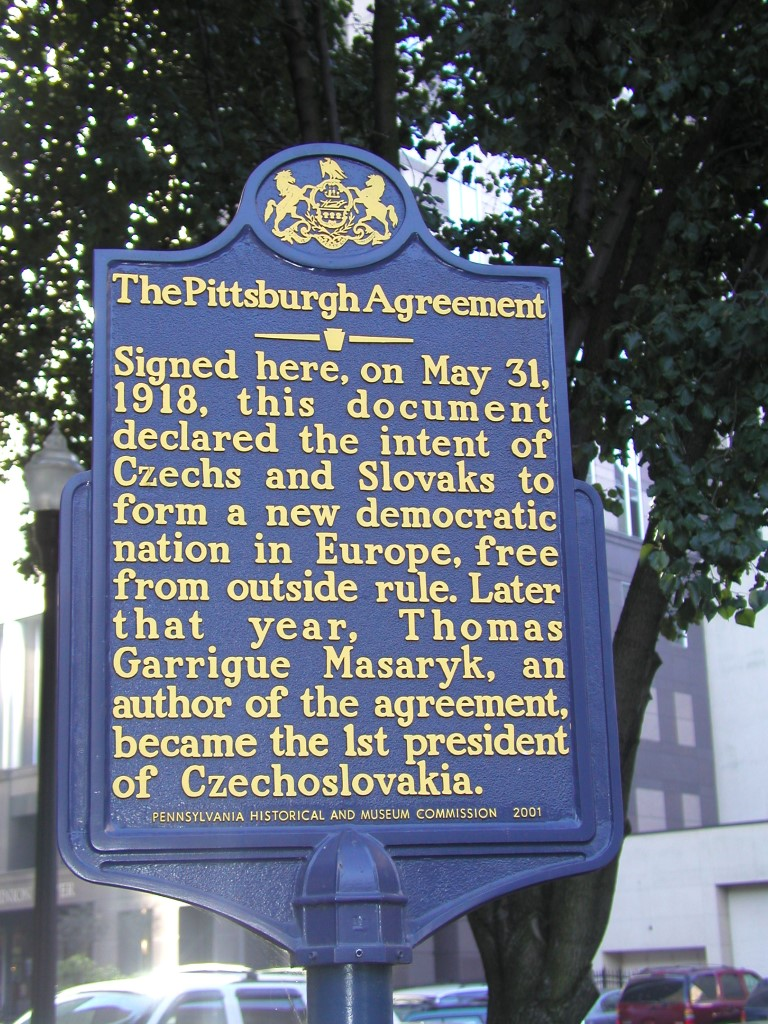
Tablica upamiętniająca podpisanie umowy czesko-słowackiej w Pittsburgu

XIX wieku przyniósł wzrost aspiracji narodowych Czechów i Słowaków w ramach monarchii austro-węgierskiej, jednak dopiero skutki I wojny światowe i rozpad Austro-Węgier otwarły drogę do realizacji tych aspiracji w ramach wspólnego państwa. Podwaliny pod wspólne państwo Czechów i Słowaków położyły kontakty polityków czeskich i słowackich (szczególnie za granicą). Współpracę ułatwiała bliskość kulturowo-językowa (prowadząca do powstania idei narodu czechosłowackiego) oraz wsparcie finansowe ze strony środowisk emigracyjnych. Znaczącą rolę odegrały też wspólne czesko-słowackie oddziały wojskowe powołane w państwach ententy. Z drugiej strony Czesi i Słowacy mieli niewielkie doświadczenia wspólnej państwowości (np. w okresie średniowiecznego państwa wielkomorawskiego)
W maju 1918 w deklaracji pittsburskiej przywódcy czescy i słowaccy zadeklarowali wolę utworzenia wspólnego państwa. Oba narody łączyło poczucie zagrożenia ze strony sąsiadów i mniejszości narodowych (Niemców sudeckich – w przypadku Czechów i Węgrów – w przypadku Słowacji).  
28 października 1918 proklamowano powstanie państwa czechosłowackiego. 
Wspólnemu państwu Czechów i Słowaków nie sprzyjała asymetria w rozwoju gospodarczym oraz słowackie dążenia do autonomii i poczucie zdominowania przez Czechów. Kres istnieniu przedwojennej Czechosłowacji położył układ monachijski, a następnie zajęcie reszty ziem czeskich przez Niemcy oraz powstanie marionetkowego państwa słowackiego. 
Po II wojnie światowej przywrócono istnienie Czechosłowacji, ale jako państwa komunistycznego zależnego od ZSRR.
Upadek komunizmu i zmiana systemu politycznego w Czechosłowacji (aksamitna rewolucja) skutkował dyskusjami i sporami na temat przyszłości wspólnego państwa, które ostatecznie doprowadziły do powstania w 1993 roku dwóch odrębnych państw. Stało się to przy niejednoznacznej postawie opinii publicznej obu narodów.

## Polityka
Pierwsze lata po rozpadzie na dwa osobne państwa przyniosły stagnację we wzajemnych relacji z powodu polityki premiera Słowacji Vladimíra Mečiara. Zmiana władzy w Bratysławie w 1998 roku przyniosła poprawę i pogłębienia dwustronnych relacji, które zaczęto określać jako ponadstandardowe. Wyrazem tego był m.in. zwyczaj składania przez nowych prezydentów i premierów Czech obu państw pierwszych wizyt zagranicznych na Słowacji (i vice versa). W 2012 roku zainaugurowano format bilateralnych konsultacji międzyrządowych.
Od 2023 roku, po powrocie do władzy na Słowacji przez obóz Roberta Ficy, obserwuje się pogorszenie relacji między oboma krajami. Różnice dotyczą przede wszystkim innego podejścia do Ukrainy i Rosji - strona czeska zajmuje konsekwentnie postawę proukraińską, podczas gdy Słowacja pod rządami Ficy zaczyna przejawiać postawę uznawaną za ambiwaletną lub prorosyjską.

## Obronność
W 2022 roku, po przekazaniu przez Słowację na rzecz Ukrainy myśliwców MiG-29, Czechy (wspólnie z Polską) przejęły ochronę słowackiej przestrzeni powietrznej.

## Gospodarka
Według danych z 2024 roku Słowacja była dla Czech trzecim co do wielkości partnerem handlowym w zakresie eksportu i czwartym w zakresie importu. Natomiast ze słowackiej punktu widzenia Czechy były drugim co do wielkości partnerem handlowym zarówno pod względem importu jak i eksportu.
Według danych z latach 2014-2024 Czechy utrzymywały dodatnio saldo wymiany handlowej ze Słowacją. W 2024 roku wartość obrotów handlowych między krajami osiągnęła wartość 27,8 mld euro. Najważniejszą kategorią wymiany handlowej stanowią maszyny i środki transportu, co wynika z rozwiniętego w obu krajach przemysłu motoryzacyjnego. 

## Wymiar międzyludzki
Po rozpadzie wspólnego państwa oba narody zachowały bliskie relacje na poziomie międzyludzkim. Badania opinii publicznej wskazują na wysoki wzajemnej sympatii. Czechy są popularnym kierunkiem wyboru miejsca studiów przez Słowaków (w 2021 roku na uczelniach czeskich kształciło 20 tysięcy studentów ze Słowacji). W sferze relacji kulturalnych obserwowana jest asymetria na rzecz Czech, gdyż Słowacy mają częstszy kontakt z językiem i kulturą czeską niż na odwrót. 